# Кито-рю
Кито-рю (яп. 起倒流, «школа взлётов и падений») — древняя школа дзюдзюцу, классическое японское боевое искусство, основанное в XVII веке. Учебная программа стиля включает атэми-вадза (ударную технику), нагэ-вадза (бросковую технику), кансэцу-вадза (болевые приёмы) и симэ-вадза (методы удушения). Многие из этих знаний практикуются в доспехах.

## Техника
Техника Кито-рю очень похожа на айки-дзюдзюцу. Она также включает работу с ки и айки (согласно учению школы «когда встречаются два разума, сильнейший контролирует слабейшего»). Кроме того, уже в те времена Кито-рю активно применяло кудзуси.

## Связь с дзюдо
Дзигоро Кано, основатель дзюдо, обучался техникам Кито-рю под руководством мастера Цутэноси Инкубо и впоследствии получил дэнсё стиля. Он заложил в свою систему многие принципы данной школы. Ката, известная как косики-но-ката, появилась в дзюдо из Кито-рю.